# Rezerwat przyrody Łuszczanowice
Rezerwat przyrody Łuszczanowice – leśny rezerwat przyrody w gminie Kleszczów, w powiecie bełchatowskim, w województwie łódzkim. Znajduje się na terenie leśnictwa Łuszczanowice (Nadleśnictwo Bełchatów).
Zajmuje powierzchnię 41,09 ha (akt powołujący podawał 40,86 ha). Został powołany Zarządzeniem Ministra Leśnictwa i Przemysłu Drzewnego z 19 kwietnia 1979 roku (M.P. z 1979 r. nr 13, poz. 77, § 8). Według aktu powołującego, celem ochrony jest zachowanie fragmentu lasu jodłowego naturalnego pochodzenia na granicy zasięgu jodły.
Według obowiązującego planu ochrony ustanowionego w 2013 roku (zmienionego w 2015), obszar rezerwatu objęty jest ochroną czynną.